# GNU Lesser General Public License
GNU Lesser General Public License (Загальна громадська ліцензія обмеженого використання GNU) раніше GNU Library General Public License (Загальна громадська ліцензія GNU для бібліотек) або LGPL — безкоштовна ліцензія на програмне забезпечення, видана Фондом Вільних Програм. Вона проєктувалася як компроміс між суворо копілефтною GNU GPL та дозволяючими ліцензіями, такими як Ліцензія BSD і Ліцензія MIT.
Загальна громадська ліцензія обмеженого використання GNU була написана в 1991 (і оновлена в 1999) Річардом Столменом, за допомогою юриста Ебена Моглена.
Ліцензія LGPL містить обмеження копілефта безпосередньо на сам програмний код, поширюваний під даною ліцензією, але не застосовує ці обмеження до програмного забезпечення, яке просто компонується з даним програмним кодом. Проте, визначено і інші обмеження на програмне забезпечення, поширюване під цією ліцензією. Істотно, що повинна існувати можливість компонування цього програмного забезпечення з новітніми версіями програми або бібліотеки, охопленою[що?] LGPL.
Найчастіше, щоб зробити так, використовується метод «відповідного механізму розділюваних бібліотек для компонування».
Альтернативою цьому є дозвіл статичного зв'язування, якщо надані або початковий код, або пристосовані для компонування об'єктні файли.
Ліцензії LGPL часто застосовується до бібліотек програмного забезпечення, тобто складових частин програмних проєктів. Відомими проєктами, які поширюються під цією ліцензією є GTK, Mozilla, OpenOffice.org. Умови ліцензії GNU LGPL дозволяють пов'язання програмного забезпечення, поширюваного під даною ліцензією, з програмним забезпеченням, поширюваним під будь-якою ліцензією, несумісною з GNU GPL, за умови, що така програма не є похідною від об'єкта, поширюваного під (L)GPL, окрім як шляхом скріплення.[що?]
Головна відмінність між GPL і LGPL полягає в тому, що остання дозволяє і таке пов'язання з даним об'єктом інших, що створюватиме похідну від даної роботи, за умови, якщо ліцензія зв'язуваних об'єктів дозволяє «модифікацію для внутрішнього використання споживачем та зворотню розробку для зневадження таких модифікацій».

## Також дивіться
- GNU General Public License (GPL) — Загальна громадська ліцензія GNU.
- Affero General Public License (GNU AGPL) — посилена версія ліцензії GPL, призначена мережевого серверного програмного забезпечення, яка вимагає, щоб повний початковий код програми був доступним до будь-якого користувача мережі, який працює з цією програмою.
- GNU Free Documentation License (GNU FDL, GFDL) — ліцензія документації, яка спочатку призначалася для використання з документацією для програмного забезпечення GNU, але також була прийнята для інших проєктів, одним з найбільших з них є Wikipedia.